# Robin (téléfilm)
Pour les articles homonymes, voir Robin.
Pour plus de détails, voir Fiche technique et Distribution.
Robin est un téléfilm français réalisé par Alice Douard et diffusé pour la première fois le 24 novembre 2017 sur Arte.

## Synopsis
Robin a 23 ans et s’adonne à sa passion le parkour quand il ne travaille pas en tant que baby-sitter pour s'occuper de Victor. Un jour, ce dernier va le filmer à son insu alors qu'il sautait de toit en toit pour se venger du caïd de la région, et la vidéo fera le tour des réseaux sociaux. Il va devoir assumer son nouveau statut de justicier, prendre conscience de ses responsabilités et des limites à ne pas franchir.

## Fiche technique
- Réalisation : Alice Douard
- Scénario : Maxime Caperan, Thomas Finkielkraut et Alice Douard
- Direction de la photographie: Manuel Bolaños
- Musique : Frederic Alvarez
- Pays :  France
- Production : Laurence Farenc, Lily Lambert et Fabienne Servan-Schreiber
- Durée : 80 minutes

## Distribution
- Yoann Zimmer : Robin
- Jan Andersen : Gardien Théâtre de la Mer
- M'Barek Belbouk : Vincent
- Jean-Toussaint Bernard : Paul
- Lysandre Bey : Nicolas
- Jean Paul Bibe : Henri
- Didier Boda : Vigile entrepôt 1
- Nathalie Boutefeu : Catherine
- Gilles Cohen : Lawrence
- Melissa Collace : Dealer 1
- Pablo Gosse : Victor
- Hamza Meziani : Hamza
- Dominique Reymond : Anne
- Salomé Richard : Aurélie
- Steve Tientcheu : Moussa

## Anecdote
Robin est le premier téléfilm de la réalisatrice Alice Douard, spécialisée dans les court et moyen métrages.
Clément Dumais de la chaine Youtube Hit The Road a notamment doublé Yoann Zimmer dans ses cascades.